# 辛妥珠单抗
辛妥珠单抗（INN：simtuzumab；开发代号：GS-6624）是一种人源化单克隆抗体，设计用于治疗纤维化。它与LOXL2结合并充当免疫调节剂。2016年1月，吉利德科学公司因缺乏疗效而终止了针对特发性肺纤维化（IPF）患者的II期临床研究。